# اینونتکیو
اینُونْتِکیو (به فنلاندی: Enontekiö) یک منطقهٔ مسکونی در فنلاند است که در لاپلند واقع شده‌است.